# Приозерск
Приозерск (на руски: Приозёрск) е град в Русия, Ленинградска област, административен център на Приозерски район.
Включен е в състава на Сребърния пръстен на Русия.
Населението на града към 1 януари 2018 година е 18 552 души.